# Nicole Hibbert
Nicole Hibbert (1994) es una deportista británica que compitió en gimnasia artística. Ganó una medalla de plata en el Campeonato Europeo de Gimnasia Artística de 2010, en la prueba por equipos.

## Palmarés internacional
| Campeonato Europeo | Campeonato Europeo       | Campeonato Europeo | Campeonato Europeo   |
| Año                | Lugar                    | Medalla            | Prueba               |
| ------------------ | ------------------------ | ------------------ | -------------------- |
| 2010               | Birmingham (Reino Unido) | Medalla de plata   | Concurso por equipos |